# Lasse Mårtenson

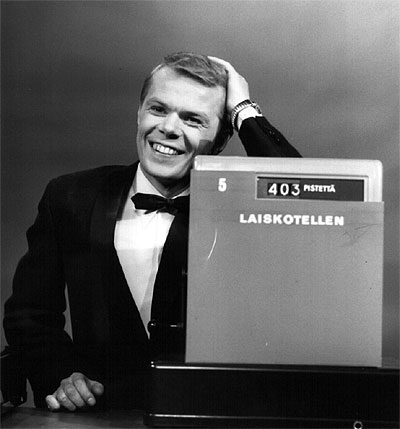
Lasse Mårtenson depois de vencer a final finlandesa em 1964.

Lars Anders Fredrik "Lasse" Mårtenson (Helsínquia, 24 de setembro de 1934 — Espoo, 14 de maio de 2016) foi um cantor finlandês que representou a Finlândia no Festival Eurovisão da Canção 1964 com a canção "Laiskotellen" ("Marcha lenta"). Classificou-se em sétimo lugar, tendo recebido um total de 9 pontos. No seu país natal, é mais conhecido como o compositor de "Maija from the Storm Skerries", uma canção lírica feita primeiramente para piano. Entre os seus sucessos, está a versão finlandesa da canção "Jackson", em dueto com Carola Standertskjöld, que foi incluída na lista de canções tocadas durante os intervalos da Copa do Mundo Masculino de Hóquei no Gelo.